# Attonda alboguttata
Attonda alboguttata är en fjärilsart som beskrevs av Lucas Friedrich Julius Dominikus von Heyden 1891. Attonda alboguttata ingår i släktet Attonda och familjen nattflyn. Inga underarter finns listade i Catalogue of Life.